# Stefan Büchel
Stefan Büchel (30 giugno 1986) è un ex calciatore liechtensteinese, di ruolo centrocampista.

## Carriera

### Nazionale
Ha collezionato 9 presenze con la propria nazionale.

## Palmarès

### Club

#### Competizioni nazionali
- Coppa del Liechtenstein: 1

Vaduz: 2005-2006